# Ermitage rupestre de Santiuste
L'ermitage rupestre de Santiuste (en espagnol : Eremitorio rupestre de Santiuste ou Ermita rupestre de Santiuste) est un petit ermitage rupestre d'origine wisigothique situé à Castrillo de la Reina, dans la province de Burgos, en Castille-et-León.

## Description
Creusé dans le roc entre le VIIe et le Xe siècle, l'ermitage est situé à proximité d'une nécropole constituée de tombes excavées dans la roche, de type anthropomorphe. L'ermitage et la nécropole devaient faire partie d'un petit complexe monastique qui a disparu à l'exception de la roche.